# Pallacanestro Chieti
El Pallacanestro Chieti, conocido también por motivos de patrocinio como Proger BLS Chieti, fue un equipo de baloncesto italiano con sede en la ciudad de Chieti, Abruzos. Disputa sus partidos en el PalaTricalle Sandro Leombroni, con capacidad para 2600 espectadores.

## Nombres
- Rodrigo Chieti

(1979-1981)
- Carichieti

(2007-2008)
- BLS Chieti

(2009-2014)
- Proger BLS Chieti

(2014-)

## Posiciones en Liga
- 2009 - (5-B Dil)
- 2010 - (6-B Dil)
- 2011 - (1-B Dil)
- 2012 - (1-Naz A)
- 2013 - (15-Naz A)
- 2014 - (9-LNP Silver)
- 2015 - (7-A2 Silver)

## Palmarés
- Campeón Liga Regular B Dilettanti Grupo C (2011)

## Jugadores destacados
| - Marco Cardillo - Giovanni Severini - Vincent Cairo - Eric Devendorf |  | - Showron Glover - Reggie Hamilton - Matthew Shaw |